# Kraainem
Kraainem (fr. Crainhem) – miejscowość i gmina (gemeente) w Belgii, w Regionie Flamandzkim, w prowincji Brabancja Flamandzka, w okręgu Halle-Vilvoorde. 1 stycznia 2024 roku liczyła 13 962 mieszkańców. Całkowity obszar gminy wynosi 5,84 km², przy średniej gęstości zaludnienia 2392 mieszkańców/km².
Oficjalnym językiem w Kraainem jest niderlandzki. Jednakże, język francuski jest także językiem urzędowym gminy, ponieważ jest ona zamieszkana w większości przez francuskojęzycznych Belgów.
W części żydowskiej cmentarza komunalnego w Kraainem pochowany został polski dziennikarz Leopold Unger, mieszkający w Belgii w latach 1969–2011.

## Podział administracyjny
W skład gminy nie wchodzi żadna dzielnica (deelgemeente).

## Współpraca
Miejscowości partnerskie:
- Karaba, Rwanda
- Saint-Trojan-les-Bains, Francja